# Carl Weyhe
Carl Friedrich Wilhelm Weyhe (* 28. Oktober 1789 in Calbe (Saale); † 1. Dezember 1879 in Quedlinburg) war ein preußischer Jurist und Beamter. Von 1823 bis 1864 war er Landrat des Landkreises Quedlinburg.

## Leben
Carl Weyhe studierte Rechtswissenschaften an der Universität Jena. 1807 wurde er Mitglied des Corps Saxonia Jena, nachdem er schon vorher der alten Landsmannschaft Saxonia, gegründet 1768, angehört hatte. Nach dem Studium trat er in den preußischen Staatsdienst ein. Von 1823 bis 1864 war er Landrat des Landkreises Quedlinburg. Zudem war er Geheimer Regierungsrat des Kreises Aschersleben in der Zeit von 1823 bis 1865, da Quedlinburg zum Regierungskreis Aschersleben zählte. Im Juni 1833 stellte Weyhe Teile der Teufelsmauer, so insbesondere den Königstein unter Schutz, um so die Zerstörung der markanten Felsformation im Zuge des Gesteinsabbaus zu verhindern. Diese Entscheidung gilt als eine der ersten Ausweisungen eines Gebietes mit Naturschutz in Deutschland.
Zumindest zwischen 1852 und 1878 lebte er im Gebäude Kornmarkt 3 in Quedlinburg.

## Auszeichnungen
- Ernennung zum Ehrenbürger der Stadt Quedlinburg
- Namensgeber für die Weyhestraße in Quedlinburg